# Нова Гайдобра
Нова Гайдобра (серб. Нова Гајдобра) — село в Сербії, належить до общини Бачка-Паланка Південно-Бацького округу в багатоетнічному, автономному краю Воєводина.

## Населення
Населення села становить 1427 осіб (2002, перепис), з них:
- серби — 1354 — 96,09 %;
- югослави — 34 — 1,06 %;

Решту жителів  — з десяток різних етносів, зокрема: роми, румуни, німці і кілька русинів-українців.